# Bataille de la rivière Thames
Guerre de 1812
Batailles
- Bataille de l'île Mackinac (1812)
- Bataille de Fort Dearborn
- Bataille de Détroit
- Campagne du Niagara
- Bataille du moulin de Lacolle (1812)

- Bataille de Frenchtown
- Combat de la Shannon et de la Chesapeake
- Bataille de York
- Bataille de la rivière Thames
- Guerre Creek
- Bataille de la Châteauguay
- Bataille de la ferme Crysler

- Bataille de l'île Mackinac (1814)
- Incendie de Washington
- Bataille de Prairie du Chien
- Bataille de Baltimore

- Bataille de La Nouvelle-Orléans

La bataille de la rivière Thames, aussi connue sous le nom de bataille de Moraviantown, est une victoire américaine décisive au cours de la Guerre anglo-américaine de 1812. Cet affrontement eut lieu le 5 octobre 1813 près de Chatham-Kent en Ontario, dans la région du Haut-Canada. Le chef shawnee Tecumseh trouva la mort lors de cette bataille, ce qui eut pour conséquence de réduire à néant la coalition des tribus amérindiennes qu'il menait.

## Contexte
Le 10 septembre 1813, l'United States Navy sous le commandement de Oliver Hazard Perry avait remporté une victoire navale décisive sur les forces britanniques au cours de la bataille du lac Érié. Le général britannique Henry Procter craignait alors de perdre sa voie d'approvisionnement et, contre l'avis de son allié Tecumseh, il décida de se retirer de Fort Malden. Le général américain William Henry Harrison suivit Procter à travers le Haut-Canada. Tecumseh implora à plusieurs reprises Procter de s'arrêter et de faire face à Harrison, ce qu'il fit finalement à Moraviantown sur la rivière Thames.

## Forces engagées

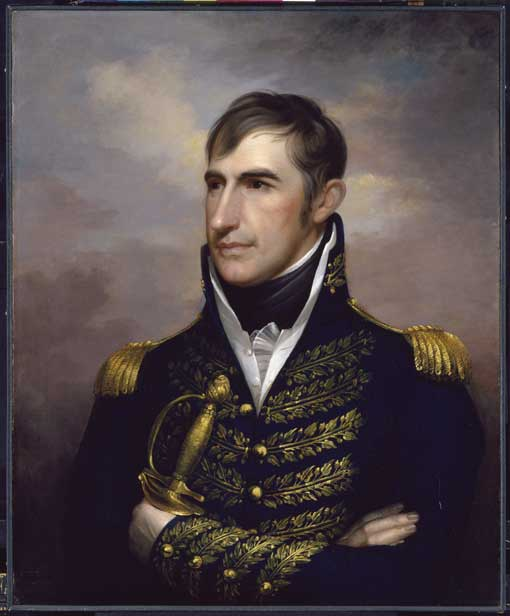
Le général William Henry Harrison.

Le total des effectifs d'Harrison s'élevait à 3 500 fantassins et soldats : deux brigades d'infanterie sous les commandements des généraux Duncan McArthur et Lewis Cass, la cavalerie du Kentucky sous les ordres du colonel Richard Mentor Johnson et cinq brigades de la milice du Kentucky commandées par Isaac Shelby, le gouverneur du Kentucky, âgé de soixante-trois ans et héros de la Guerre d'Indépendance. Beaucoup des volontaires qui obéissaient aux ordres de Johnson étaient originaires des alentours de la rivière Raisin et s'étaient engagés au slogan « Remember the Raisin ».
Procter avait à sa disposition environ 800 soldats ainsi que 500 Amérindiens menés par le chef Tecumseh. Les soldats britanniques étaient alors très démotivés et les guerriers de Tecumseh devenaient de plus en plus impatients envers Procter à cause de sa réticence à stopper la marche et à faire front. Ce qui fit craindre à Procter une mutinerie. Les Britanniques avaient subi une longue marche forcée afin de tenter d'échapper à l'armée d'Harrison et leurs rations avaient été réduites de moitié. Alors qu'ils avançaient, les hommes d'Harrison commencèrent à rejoindre les traînards et les capturèrent au fur et à mesure.

## Bataille

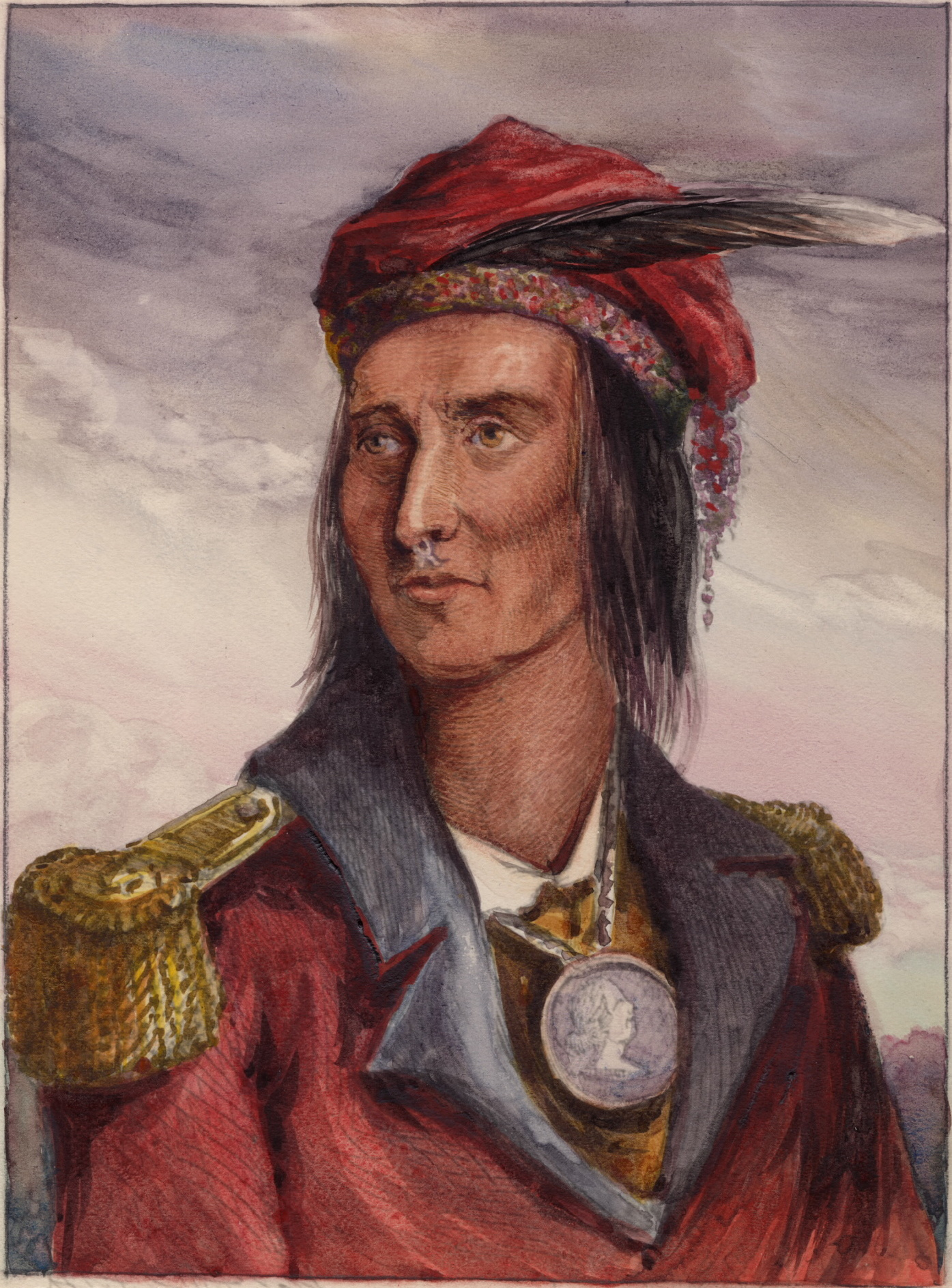
Le chef Tecumseh, tué au cours de la bataille.

Le 4 octobre, Tecumseh accrocha les Américains près de Chatham en Ontario afin de freiner leur avance. Ses guerriers furent rapidement submergés et l'aide-de-camp de Procter, le lieutenant-colonel Augustus Warburton, perdit ses vivres ainsi que ses munitions lors d'un raid américain. Le 5 octobre, Procter disposa les soldats britanniques en ligne à Moraviantown et projeta de piéger Harrison sur les rives de la rivière Thames en expulsant les Américains de la route grâce à son artillerie. Les guerriers de Tecumseh prirent position dans un marais sur la droite des Britanniques afin de prendre les Américains sur leur flanc. Le général Harrison inspecta le champ de bataille et ordonna à James Johnson (le frère de Richard Mentor Johnson) de lancer une attaque frontale contre les soldats britanniques. Malgré le tir de flanc des Amérindiens, Johnson fit une percée, les canons britanniques ayant échoué à faire feu. Immédiatement, Procter et ses forces se replièrent vers le champ, nombre d'entre eux se rendirent. Tecumseh resta et continua la bataille.
Richard Johnson était à la tête de 20 cavaliers lorsqu'il chargea vers la position amérindienne afin de détourner l'attention envers le gros des forces américaines, mais Tecumseh et ses guerriers répondirent avec une salve de leurs mousquets qui stoppa la charge de la cavalerie. Quinze hommes furent tués ou blessés et Johnson fut touché cinq fois. La majeure partie de ces forces se retrouva embourbée dans le marais. Tecumseh fut également tué lors de ce combat. Finalement, les hommes de Johnson réussirent à poursuivre à travers le marais et les troupes de James Johnson furent libérées de leur attaque contre les Britanniques. En raison de la convergence des renforts américains et de la nouvelle de la mort de Tecumseh, la résistance amérindienne tomba rapidement. Ensuite, la cavalerie se dirigea vers Moraviantown et brûla cette cité pacifique de Munsee chrétiens, qui n'avaient aucune implication dans le conflit.

## Bilan et conséquences
La bataille de la rivière Thames fut une victoire décisive pour les Américains car elle leur a permis de récupérer le contrôle de la frontière nord-ouest pendant tout le reste de la guerre. Cependant, Harrison ne profita pas de ce succès et se retira vers Détroit après avoir brûlé Moraviantown. Ce front resta calme jusqu'à la fin de la guerre.
La popularité d'Harrison augmenta et il fut élu par la suite président des États-Unis. Richard Mentor Johnson devint vice-président, dû en partie à la croyance qui lui accorderait la mort du chef Tecumseh.
Procter passa en cour martiale pour couardise et son commandement lui fut retiré. Les historiens furent plus cléments envers Procter, notant que la frontière de Détroit n'était plus tenable avec le peu de moyens (humains et matériels) dont disposait Procter du fait que le contrôle du lac Érié a été repris par les Américains. La mort de Tecumseh fut fatale pour l'alliance amérindienne dont il avait été l'instigateur puisque celle-ci fut dissoute juste après la bataille.